# Pahari
Le terme francisé pahari, ou plus exactement pahāṛī (translittération du devanagari à partir du hindi ou népali पहाड़ी), signifiant « des collines/montagnes », est une désignation ambigüe pour différents langues, dialectes ou groupes de langues, localisés pour la plupart dans une région s'étendant, le long du côté méridional de l'Himalaya, de l'est du Cachemire jusqu'au Népal.
Communément, il se réfère :
- Au pahari-pothwari (en), la langue prédominante dans le Cachemire pakistanais ainsi que dans les zones adjacentes du Panjab et de l'Etat indien du Jammu-et-Cachemire.
- À des langues et dialectes distincts appartenant aux langues himachali (en) aussi appelées pahari de l'ouest (hindi : पश्चिमी पहाड़ी ou हिमाचली) parlées en Himachal Pradesh[1].
- Aux langues indo-aryennes du nord (en linguistique souvent dénommées « langues pahari »), un regroupement linguistique qui inclut les langues indo-aryennes du Népal et des Etats indiens Uttarakhand et Himachal Pradesh.

Dans une acception moins courante, pahari peut être :
- Un terme utilisé par les locuteurs du dogri habitant en plaine pour faire référence aux variétés de dogri parlées à des altitudes plus élevées dans le Jammu-et-Cachemire indien[2].
- Une appellation locale pour une variété de bilaspuri (en) parlée dans une certaine région de collines dans le Panjab indien[1].
- Un nom utilisé, aujourd'hui seulement dans les régions rurales, pour désigner le népali[3].
- Un nom local pour un dialecte du bhili de l'est du Goujarat[1].

Le terme pahari (पहाड़ी, pahāṛī) ne doit pas être confondu avec le paronyme pahari (en) (पहरी, paharī), lequel se réfère à un dialecte divergent du néwar (une langue tibéto-birmane du Népal) parlé sur les bords sud et est de la vallée de Katmandou,,.